# 清水池公園
清水池公園（しみずいけこうえん）は、東京都目黒区目黒本町にある目黒区立の公園である。清水池を中心とした公園で周辺住民の憩いの場になっているほか、池で釣りができる公園としても知られる。

## 歴史
公園の中心になっている清水池は古来より水田灌漑用の貯水池として地元の人々に大切に維持・管理されてきた池であった。まだ当地が農村であった頃は地元の人々にとって欠かせない存在であった。昔は当時の地名を取って「池ノ上の池」と呼ばれていた。また、この池は同じ区内にある碑文谷公園にある碑文谷池と共に立会川の水源にもなっている。近代以降付近が住宅地へと変化していく中、清水池の永久保存を条件に、当時の東京市に付近の土地と共に寄贈され、公園として整備され1935年12月1日に清水池公園として開園した。1950年10月1日に目黒区に管轄が移り、池にフナなどを放流し、目黒区で唯一の釣りができる公園となり、現在に至っている。池のほとりには弁才天を祀っている祠がある。

## 主な施設
- 清水池
- 広場
- 子供が水遊びできる短く浅い水路

- 釣りは無料で出来るが、釣り上げた魚は必ず池に返すルールとなっている。

## アクセスなど
- 東急東横線学芸大学駅より徒歩18分。他、目黒駅よりバス（東急バス）「清水公園入口」下車すぐ。
- 駐車場:なし